# Ilha de Gorodomlya

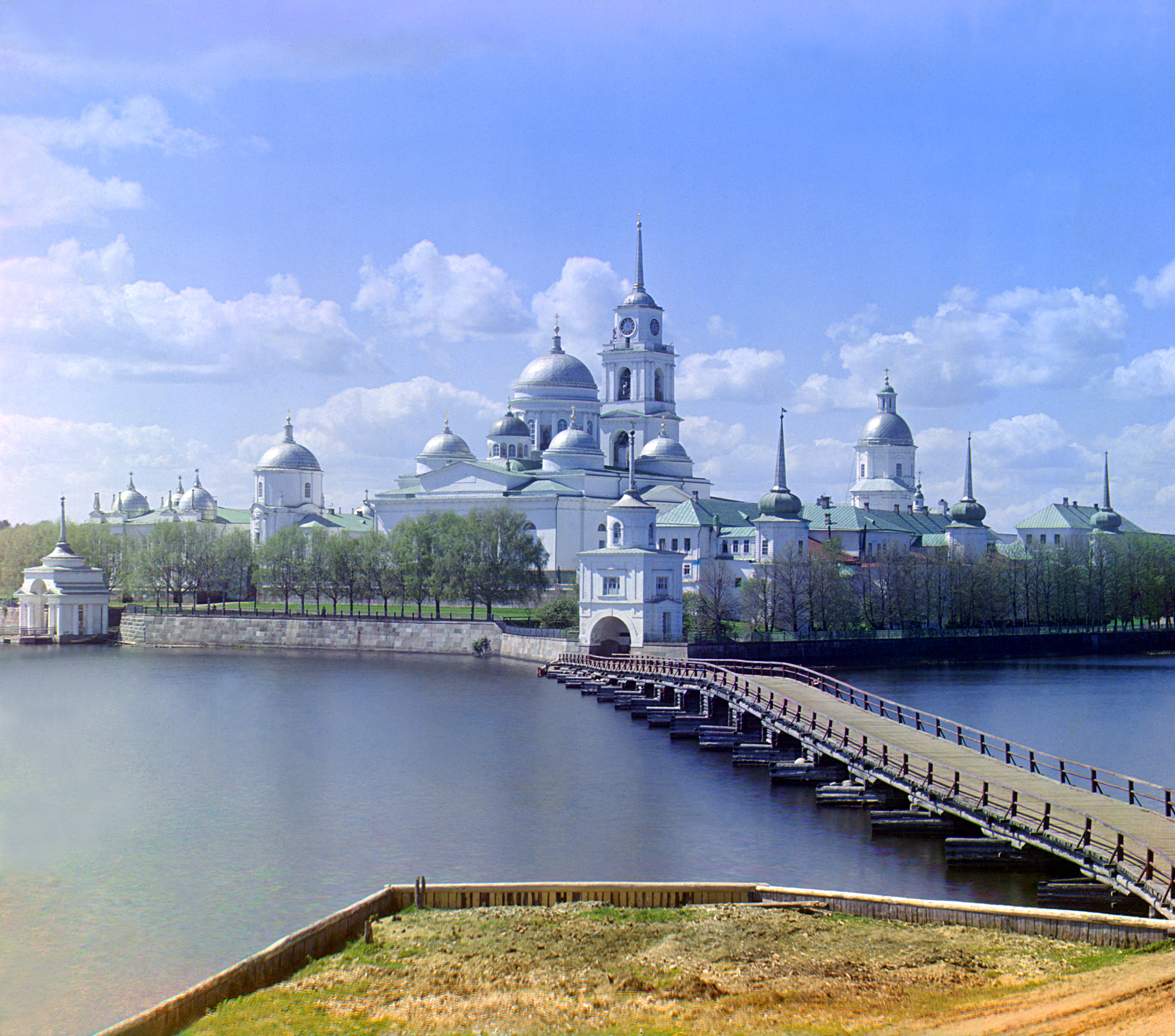
Vista do mosteiro de Nilov na ilha de Gorodomlya.

Gorodomlya, é a segunda maior ilha localizada no lago Seliger em Oblast de Tver na Rússia, a 322 km de Moscou.
Um fato relevante sobre esta localidade, foi ter sido usada em 1946 para abrigar uma equipe de cientistas alemães voltada para a área de foguetes e mísseis, tendo contribuído para o programa de mísseis na então União Soviética. A colônia alemã instalada em Gorodomlya foi designada como "Seção I" do NII-88, tendo participado no projeto e desenvolvimento do míssil R-1.